# Gordon Joseph Weiss
Gordon Joseph Weiss est un acteur américain né à Bismarck, Dakota du Nord (États-Unis).

## Filmographie

### Cinéma
- 1990 : All the Vermeers in New York : Gordon
- 1990 : Le Mystère von Bülow (Reversal of Fortune) : Tom Berman
- 1990 : L'Éveil (Awakenings) : Ward #5 Patient
- 1995 : The Keeper : Police Officer Guido
- 1997 : Box Suite
- 1997 : Parties intimes (Private Parts) : Unshaven DJ
- 2000 : Le Secret de Joe Gould (Joe Gould's Secret) : Man at Flophouse
- 2004 : The Undeserved : Cole Hunler
- 2005 : The Eyes of Van Gogh : Theo van Gogh
- 2005 : Lustre : The Priest

### Télévision
- 1990 : New York, police judiciaire (saison 1, épisode 9) : Rudy Scelza
- 1995 : New York, police judiciaire (saison 5, épisode 23) : Cliff
- 1998 : New York, police judiciaire (saison 8, épisode 17) : Larry Adler
- 1999 : New York, police judiciaire (saison 10, épisode 5) : Michael Gordon
- 1999 : New York, unité spéciale (saison 1, épisode 9) : David McKuin
- 2001 : New York, section criminelle (saison 1, épisode 3) : Un suspect
- 2002 : New York, unité spéciale (saison 3, épisode 14) : Brandon O'Keefe
- 2003 : New York, police judiciaire (saison 14, épisode 5) : Mitch Selman
- 2004 : New York, unité spéciale (saison 6, épisode 5) : Fred
- 2009 : New York, unité spéciale (saison 10, épisode 17) : le sans-abri